# Bonfire (Childish Gambino)
Bonfire è il singolo d'esordio del rapper statunitense Childish Gambino, rilasciato il 17 settembre 2011 sotto l'etichetta Glassnote Records come primo estratto ufficiale dell'album d'esordio Camp.

## Descrizione
Il brano si caratterizza per una strumentale aggressiva, in aggiunta a numerosi riferimenti alla cultura pop e a un'espressione linguistica particolarmente colorita. Il 15 novembre 2011 è stato rilasciato il videoclip ufficiale della canzone, sceneggiato da Glover stesso e diretto da Dan Eckman.

## Tracce
Download digitale
1. Bonfire – 3:12 (testo: Donald Glover – musica: Glover, Ludwig Göransson)